# Csipet csapat – Cseberből vederbe
A Csipet csapat – Cseberből vederbe (eredeti cím: Chip 'n' Dale: Here Comes Trouble) egy 2005-ben megjelent színes, Chip és Dale rajzfilmekből összeállított DVD-film.

## Szereposztás
| Szereplő     | Eredeti hang    | Magyar hang                                              |
| ------------ | --------------- | -------------------------------------------------------- |
| Dale         | Dessie Flynn    | Kerekes József Lippai László Vándor Éva (8. rajzfilmben) |
| Chip         | Jimmy MacDonald | Vándor Éva Szokol Péter Kerekes József (8. rajzfilmben)  |
| Donald kacsa | Clarence Nash   | Bolba Tamás                                              |
| Tyúk         | Florence Gill   | ?                                                        |
| Clarice      | Martha Tilton   | ?                                                        |
| Pluto        | Pinto Colvig    | (saját hangján)                                          |

## Rajzfilm összeállítás
| #  | Év   | Cím                       | Forgatókönyvet írta          | Zenét szerezte | Forrás |
| -- | ---- | ------------------------- | ---------------------------- | -------------- | ------ |
| 1. | 1949 | Dióhéjban                 | Bill Berg és Nick George     | Oliver Wallace | [ 1 ]  |
| 2. | 1951 | Kemény tojás              | Bill Berg és Nick George     | Joseph Dubin   | [ 2 ]  |
| 3. | 1947 | Chip és Dale              | Dick Kinney és Bob North     | Oliver Wallace | [ 3 ]  |
| 4. | 1951 | Out of Scale              | Bill Berg és Nick George     | Paul J. Smith  | [ 4 ]  |
| 5. | 1952 | Chip és Dale szíve hölgye | Bill Berg és Nick George     | Joseph Dubin   | [ 5 ]  |
| 6. | 1955 | Föl a fára                | Milt Schaffer és Dick Kinney | Oliver Wallace | [ 6 ]  |
| 7. | 1950 | Étel-halál harc           | Milt Schaffer és Dick Kinney | Paul J. Smith  | [ 7 ]  |
| 8. | 1950 | Dudadöngölő               | Roy Williams                 | Paul J. Smith  | [ 8 ]  |